# Russelieae
Russelieae Pennell, 1920 è una tribù di piante angiosperme appartenenti alla famiglia delle Plantaginaceae.

## Etimologia
Il nome della tribù deriva dal suo genere tipo Russelia Jacq. il cui nome è stato dato in ricordo del Dott. Alexander Russell (1715–1768), autore di una "Storia Naturale di Aleppo".
Il nome scientifico della tribù è stato definito dal botanico americano Francis Whittier Pennell (1886–1952), studioso tra l'altro delle Scrophulariaceae, nella pubblicazione "Proceedings of the Academy of Natural Sciences of Philadelphia. Philadelphia, PA - 71: 226" del 1920.

## Descrizione

### Portamento
Il portamento delle specie di questa tribù è erbaceo perenne oppure fruttescente, subarbustivo o rosulato. Sono presenti sia specie terrestri che epifite. Queste piante sono glabre eccetto per la presenza di pubescenze ghiandolose. I fusti sono eretti o incurvati e pendenti con sezione circolare o quadrata a causa della presenza di fasci di collenchima posti nei quattro vertici del fusto. In genere sono piante sempreverdi.

### Foglie

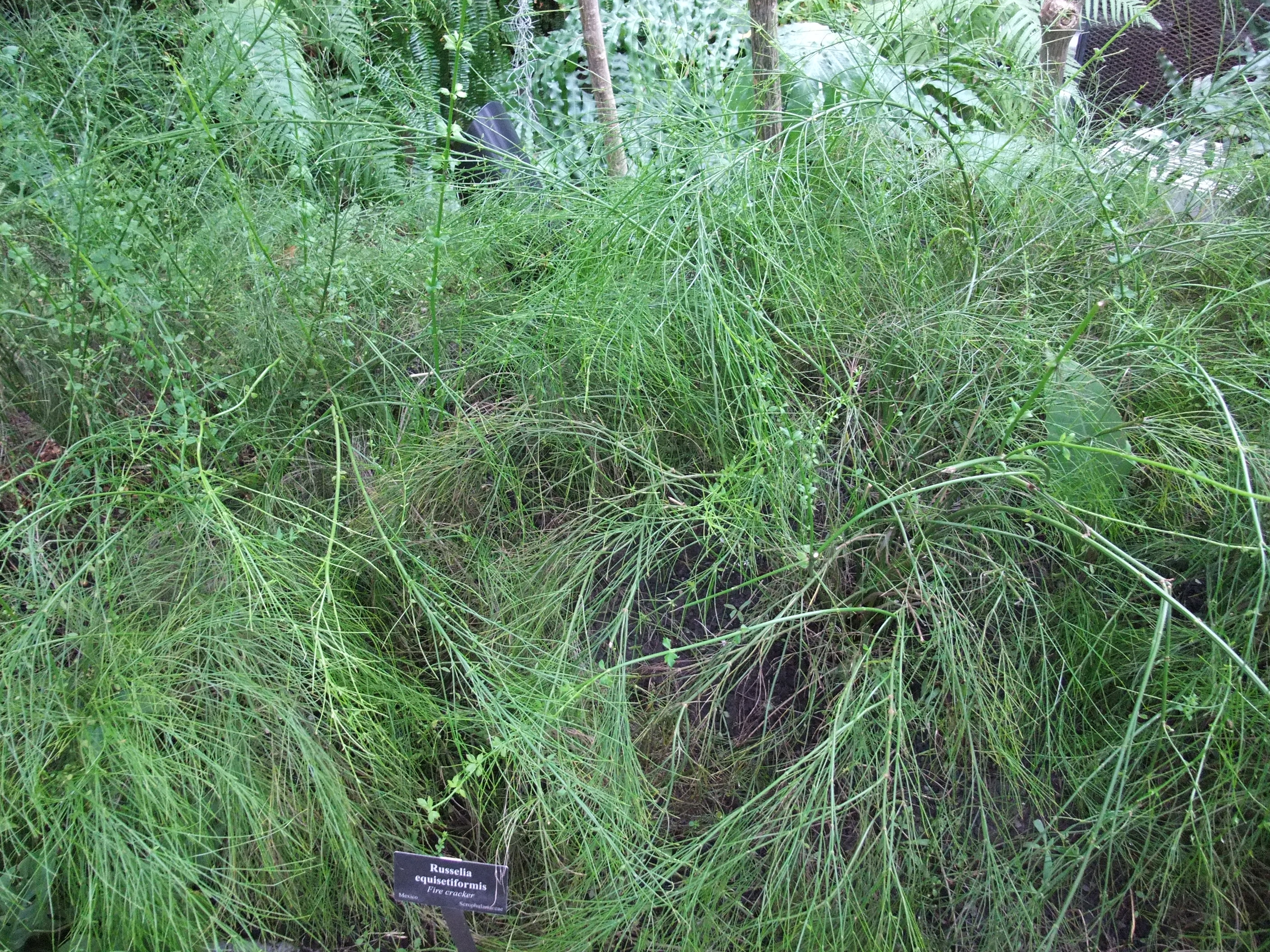
Le foglie
Russelia equisetiformis

Le foglie, piccole, cauline hanno una disposizione opposta o verticillata; sono sessili o picciolate; la lamina ha delle forme da lineari-lanceolate o ovoidi con apice acuminato o ottuso; i margini sono interi o dentato-crenati. In alcune specie la base è fortemente ristretta. Talvolta le foglie sono ridotte a piccole scaglie o brattee. In Tetranema le foglie formano una rosetta basale.

### Infiorescenze

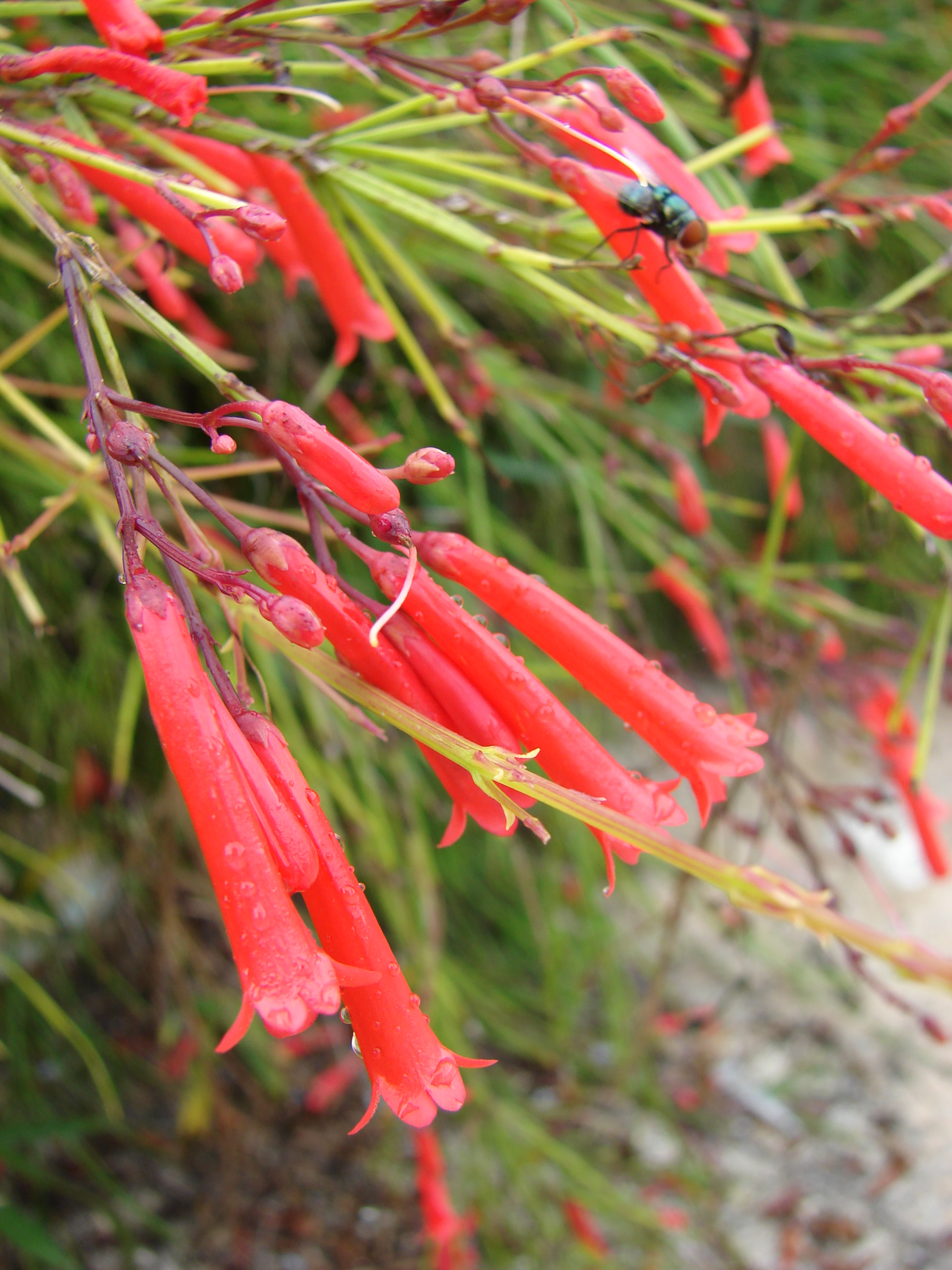
Infiorescenza
Russelia equisetiformis

Le infiorescenze, dense o lasse (raramente sono ridotte ad un unico fiore), sono di tipo tirsoide su cime ascellari. I fiori sono lungamente peduncolati. Le cime sono bratteate e dicotome. Le bratteole sono presenti. Talvolta sono presenti fiori accessori (Russelia).

### Fiori

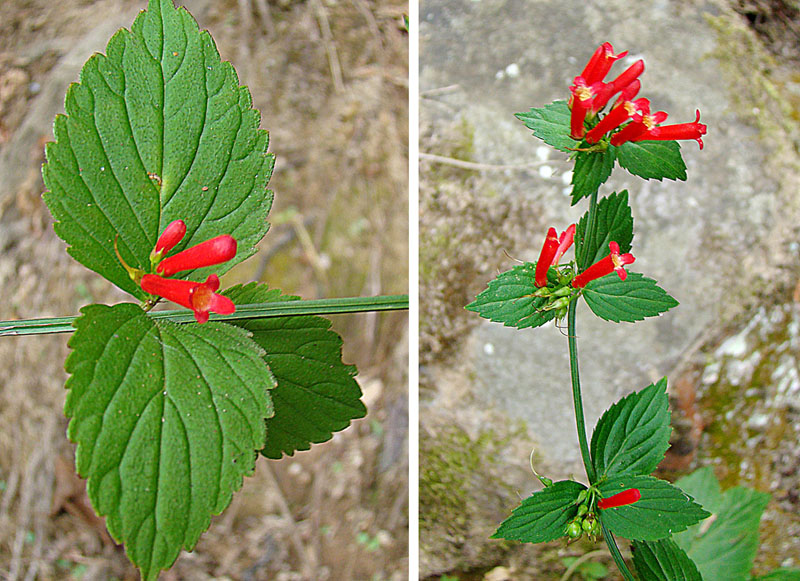
I fiori
Russelia sarmentosa

I fiori, ermafroditi, zigomorfi sono tetraciclici (ossia formati da 4 verticilli: calice– corolla – androceo – gineceo), tetrameri (i verticilli del perianzio hanno più o meno 4 elementi ognuno).
- Formula fiorale:

X o * K (4-5), [C (4) o (2+3), A 2+2 o 2], G (2), capsula.
- Il calice, gamosepalo, è formato da cinque profondi lobi fortemente embricati. A volte sono stretti e ineguali.

- La corolla, gamopetala, è formata da un tubo cilindrico/campanulato (a volte lungo a volte ampio e corto) terminante in modo bilabiato; i lobi sono arrotondati o ellittico-ovoidi. In genere il colore è rosso brillante, malva o bianco.

- L'androceo è formato da 4 stami didinami inclusi nel tubo corollino. I filamenti sono o lunghi o corti inseriti alla base del tubo della corolla. Le antere hanno due teche separate ma confluenti all'apice.

- Il gineceo è bicarpellare (sincarpico - formato dall'unione di due carpelli connati). L'ovario (biloculare) è supero con forme da ovoidi a globose. Lo stilo ha uno stigma capitato.

### Frutti
I frutti sono delle capsule setticide (è deiscente tramite delle valve bifide). I semi, numerosi a forma ovoide, hanno un endosperma liscio (in Tetranemea l'endosperma è alveolato).

## Biologia
Le specie di questo raggruppamento si riproducono per impollinazione tramite insetti (impollinazione entomogama).
La dispersione dei semi avviene inizialmente a causa del vento (dispersione anemocora); una volta caduti a terra sono dispersi soprattutto da insetti tipo formiche (mirmecoria).

## Distribuzione e habitat
La distribuzione delle specie di questa tribù è soprattutto Centro-Americana con habitat più o meno subtropicali.

## Tassonomia
La famiglia Plantaginaceae comprende 12 tribù, 105 generi e oltre 1 800 specie.

### Generi
La tribù comprende 2 generi e oltre 50 specie:
- Russelia Jacq. (48 spp.)
- Tetranema Benth. (6 spp.)

### Filogenesi
Storicamente il genere Russelia ha fatto parte della famiglia Scrophulariaceae, nella tribù Russelieae insieme ad altri genere come Ameroglossum Eb. Fischer, S. Vogel e Lopez e Dermatobotrys Bolus, 1890. Mentre il genere Tetranema è stato descritto nella tribù Cheloneae, inizialmente posizionata all'interno delle Veronicaceae. Attualmente con i nuovi sistemi di classificazione filogenetica (classificazione APG) sono stati assegnati alla famiglia delle Plantaginaceae. I due generi da un punto di vista filogenetico formano un "gruppo fratello".
Un particolare aspetto dell'infiorescenza (i fiori si presentano a coppie dicotomiche), carattere presente in modo discontinuo in molte specie dell'ordine delle Lamiales, potrebbe essere una sinapomorfia per questo gruppo.